# 原田百合果
原田 百合果（はらだ ゆりか、1988年7月26日 - ）は、日本の女性ファッションモデル、歌手、タレント。埼玉県出身。タンバリンアーティスツに所属していた。

## 略歴
2001年、ファッション雑誌『ピチレモン』（学研）の専属モデル（ピチモ）オーディションに参加し、グランプリを受賞。同年9月から専属モデルとして活動する。
2003年、ピポ☆エンジェルズの一員として歌手デビューを果たす。同グループでの活動については、ピポ☆エンジェルズの項を参照。
2006年4月24日から5月23日まで、タレントデータバンクサイト内の「タレントフォト日記」コーナーに原田の期間限定ブログが設けられていた。
2007年12月、タンバリンアーティスツとの契約を終了。2010年に結婚し、1児の母になる。

## 人物
- 趣味・特技はクラシックバレエ。
- ピチモ時代の同僚であった浅田美穂や峰のぞ美とはその後も交流がある[2]。

## 出演

### テレビ番組
- 天才てれびくん（NHK、2000年） - 特派員
- カラオケマイク王（テレビ東京、2002年3月）
- 恋愛部活（日本テレビ） - 素人の女子高校生 役
- ピチスタ（テレ玉、2006年11月）

### ラジオ番組
- ピチモのサタ・ピチ（TBSラジオ、2002年11月 - 2004年3月） - 特派員
- ピポ☆エンジェルズのハッピーラブチャット!!（FM OSAKA、2003年11月 - 2004年8月）

### CM
- スイートバンビーニ ラジオCM（タカラ、2003年4月 - 9月）
- ハッピーセット（日本マクドナルド、2003年9月）
- Ban パウダースプレー（ライオン、2006年4月）

### ゲーム
- 携帯コンテンツ リング（バンダイネットワークス、2003年4月）
- 携帯コンテンツ ゆりかの探偵レポート（バンダイネットワークス、2005年2月）

### 映画
- 霊幻道士 第一集（2004年4月） - 吹き替え／ロイ・サウ 役
- ピチモでドラマ 私がモデルになれた理由（2005年12月）

### 雑誌
- ピチレモン（学研、2001年9月 - ） - 専属モデル

### スチール
- SEIBUの夏休み（西武百貨店、2002年7月） - カタログモデル
- エンジェルブルー（ナルミヤ・インターナショナル、2003年7月 - ） - イメージモデル
- ブルークロスガールズ（ナルミヤ・インターナショナル、2003年7月 - ） - イメージモデル

## 作品

### 写真集
- スクールガール 小林基行（新風舎、2005年8月、ISBN 4-7974-7803-9）

### DVD
- GROWING UP 原田百合果（ハピネット・ピクチャーズ、2004年10月22日）
- GROWING UP オムニバス（3code、2005年11月）